# Tanto per cominciare
Tanto per cominciare è un singolo del cantante italiano Michele Bravi, pubblicato il 27 ottobre 2017 come unico estratto dalla riedizione del secondo album in studio Anime di carta.

## Tracce
1. Tanto per cominciare – 2:54 (Roberto Casalino, Federica Abbate, Fabio Gargiulo)

## Classifiche
| Classifica (2017) | Posizione massima |
| ----------------- | ----------------- |
| Italia            | 88                |